# Alan Turing-monument
Het Alan Turing-monument is een sculptuur in het Sackville Park in Manchester, Engeland ter nagedachtenis aan Alan Turing (1912-1954), een pionier op het gebied van moderne informatica. Turing zou in 1954 zelfmoord hebben gepleegd, twee jaar nadat hij was veroordeeld voor 'grove onfatsoenlijkheid' (oftewel homoseksuele handelingen, wat tot en met juli 1967 illegaal was in Engeland). Turing wordt zowel als homo-icoon als icoon voor computers gezien. Het monument bevindt in de buurt van Canal Street, de homobuurt van Manchester.
Turing is afgebeeld zittend op een bankje op een centrale plek in het park. In zijn rechterhand houdt hij een appel vast. De gegoten bronzen bank draagt in reliëf de tekst "Alan Mathison Turing 1912-1954" en het motto "Founder of Computer Science" zoals het eruit zou zien als het werd gecodeerd door een Enigma-machine: "IEKYF RQMSI ADXUO KVKZC GUBJ". Links van Turing is de Universiteit van Manchester en aan zijn rechterkant is Canal Street.

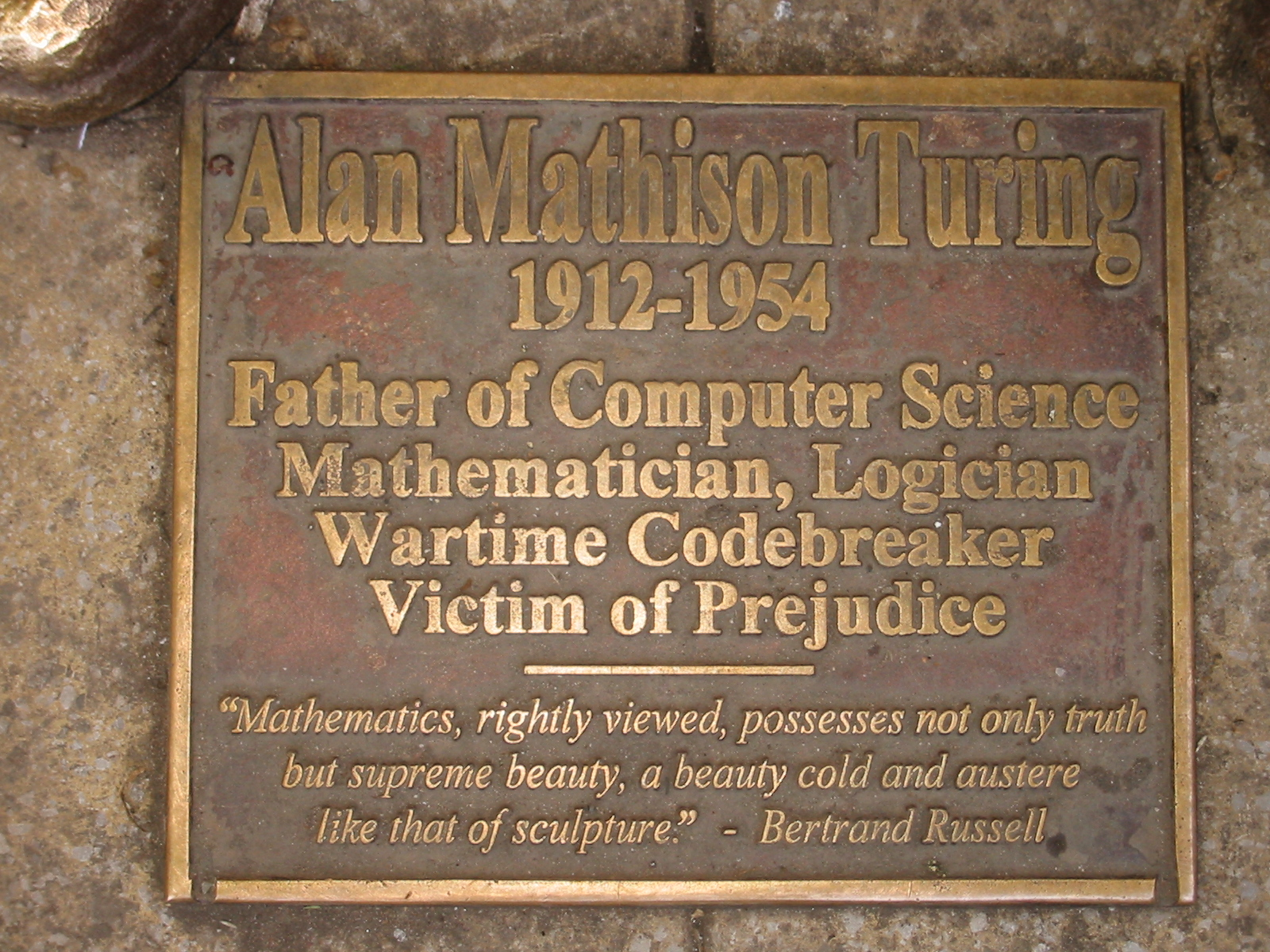
Het plaquette aan de voeten van het standbeeld.

Een plaquette aan de voeten van het standbeeld zegt: "Father of computer science, mathematician, logician, wartime codebreaker, victim of prejudice" (vertaald: "Vader van de informatica, wiskundige, logicus, codekraker in oorlogstijd, slachtoffer van vooroordelen"). En daaronder staat een citaat van Bertrand Russell dat zegt: "Mathematics, rightly viewed, possesses not only truth, but supreme beauty - a beauty cold and austere, like that of sculpture" (vertaald: "Wiskunde bezit niet alleen waarheid, maar ook opperste schoonheid - een koude en sobere schoonheid, zoals die van beeldhouwkunst").
Het beeld werd in 2001 onthuld op 23 juni, de verjaardag van Turing. Het werd bedacht door Richard Humphry, een advocaat uit Stockport, die het Alan Turing Memorial Fund oprichtte om de nodige fondsen te werven. Glyn Hughes, een industriële beeldhouwer uit Adlington bij Westhoughton, kreeg de opdracht om het beeld te vervaardigen. Er werd £ 16.000 (circa € 18.500) opgehaald, waardoor het beeld in China kon worden gegoten.

## Galerij

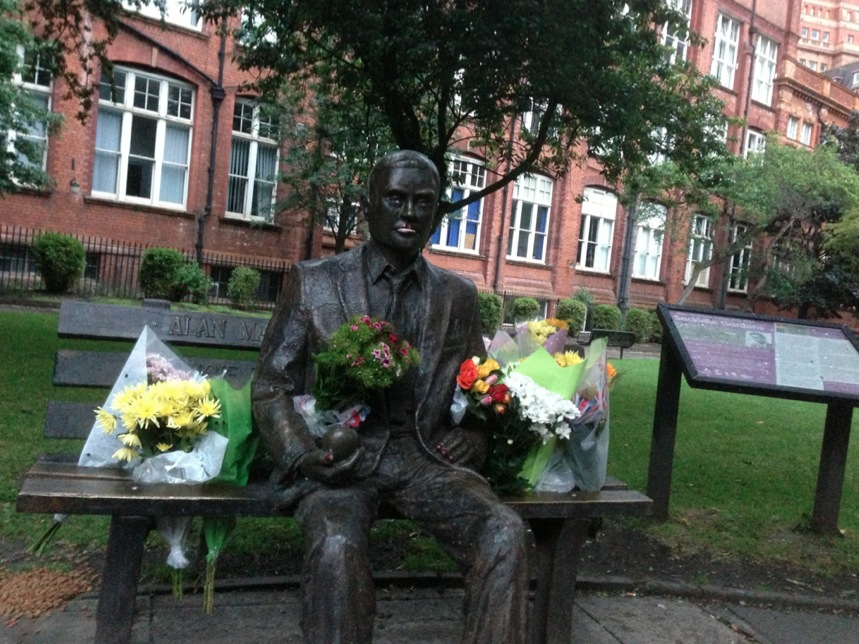
Bloemen bij het monument, 2012.
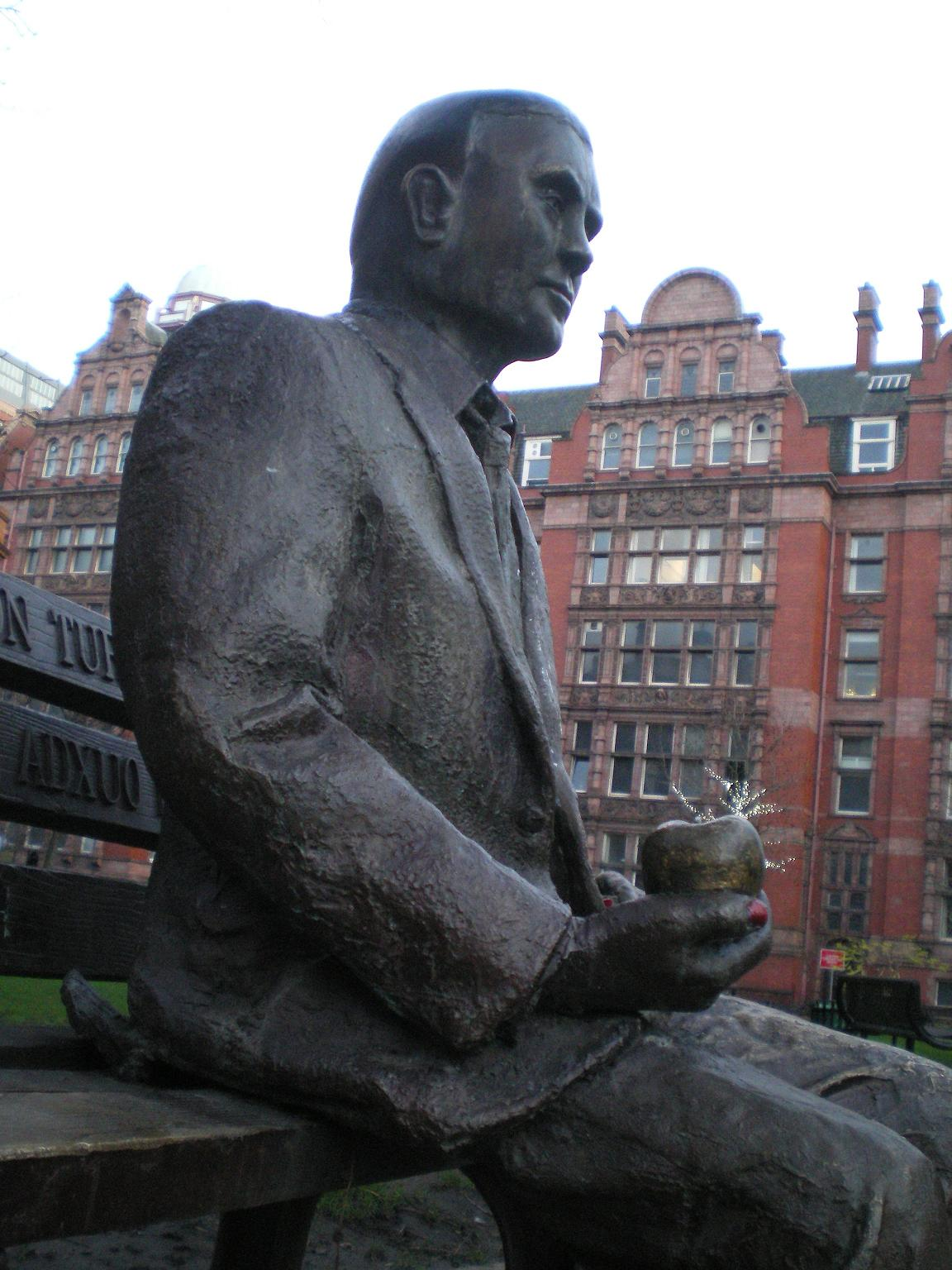
Close-up van het monument, met de appel.
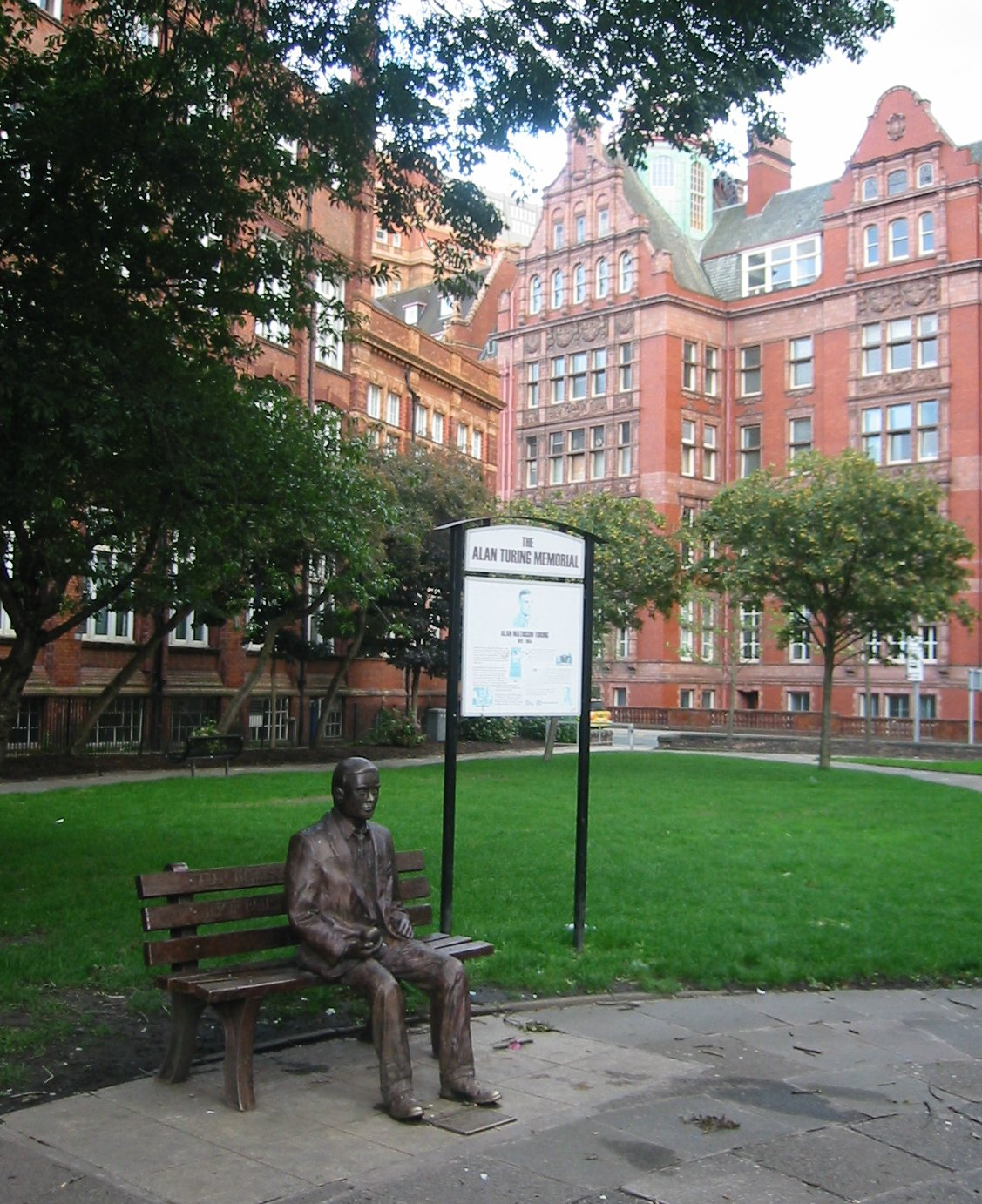
Het monument met de Universiteit van Manchester op de achtergrond.
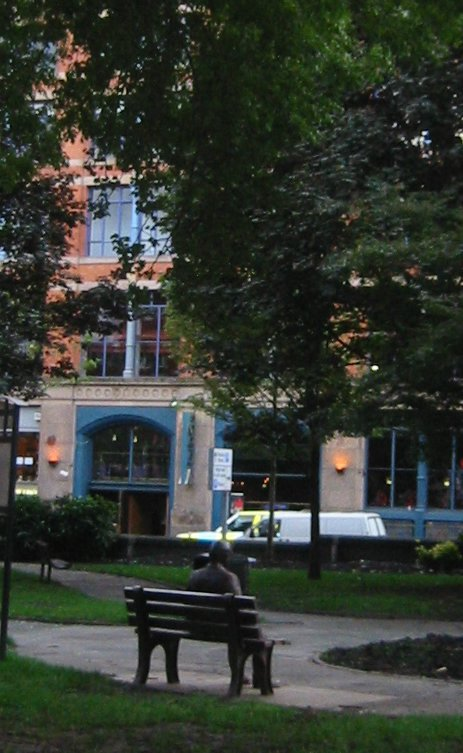
Het monument met Sackville Street op de achtergrond.
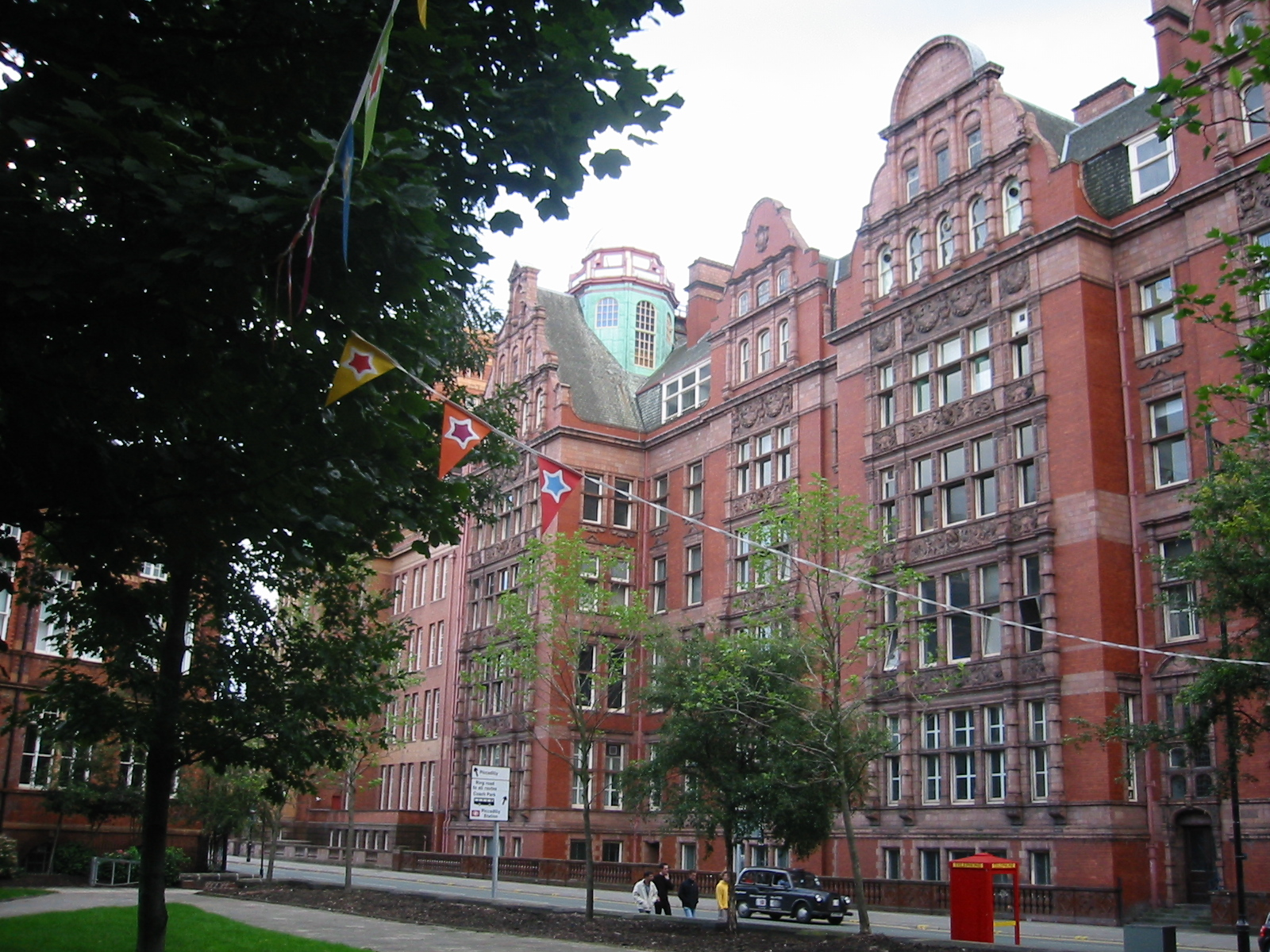
Sackville Park richting de Sackville Building, Universiteit van Manchester.